# Yuvarlakia

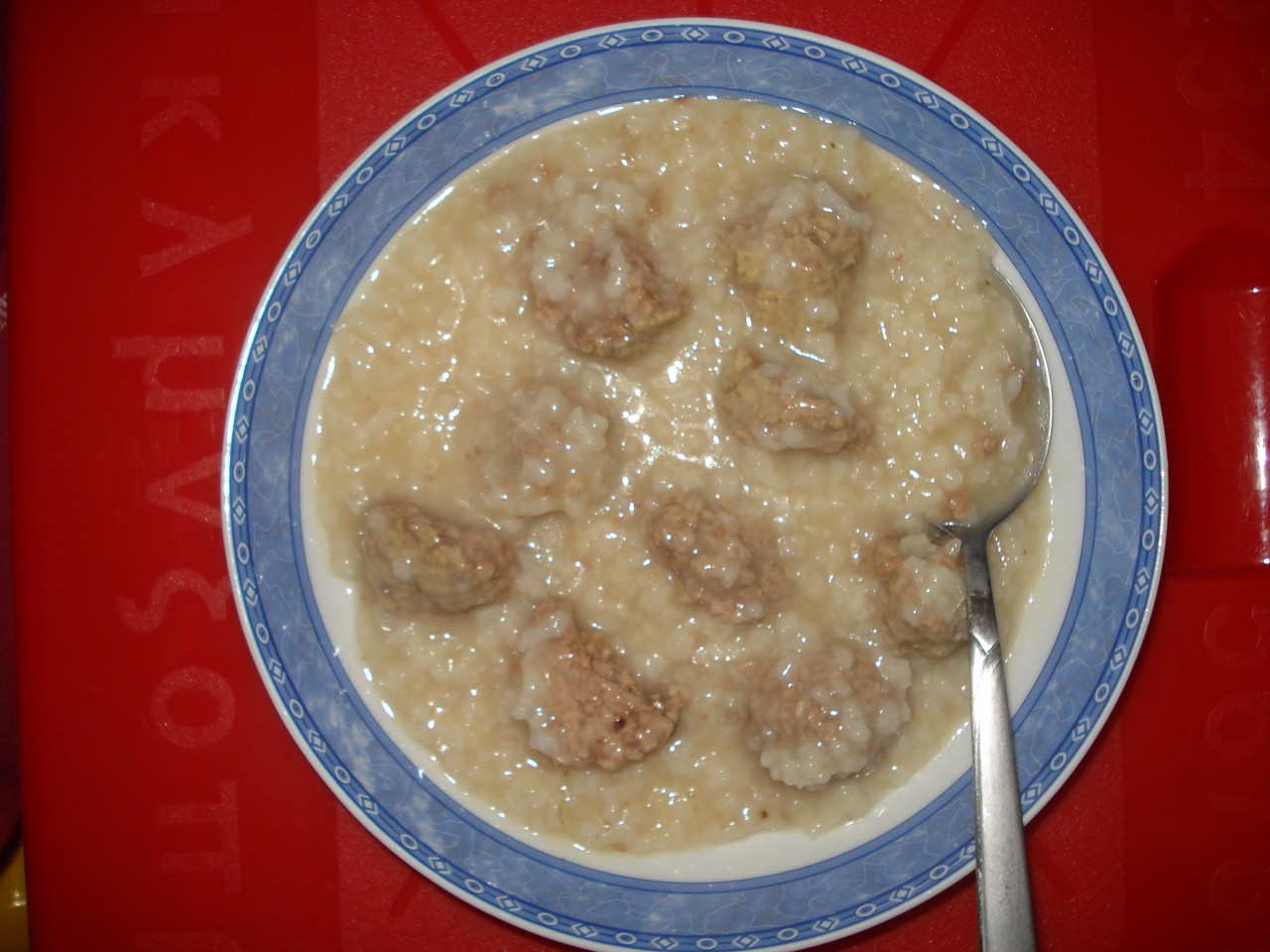
Yuvarlakia

Yuvarlakia (em grego moderno: γιουβαρλάκια) é um prato típico da culinária da Grécia, também consumido na Turquia  e noutros países da região, composto por bolas de carne moída cozinhadas num molho espessado com avgolemono, o equivalente ao prato português “almôndegas de fricassé”. 